# Mujaddid

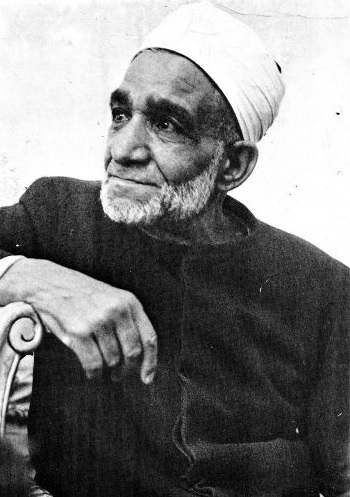
Photographie de Mahmud Shaltut pendant la période où il faisait une émission radio.

Mujaddid (arabe : مُجَدِّد « revificateur ») désigne dans la tradition islamique une personne désignée par Dieu dans la première moitié de chaque siècle du calendrier islamique pour restaurer l'islam en son état originel et en éradiquer tout élément extérieur. 
La désignation d'un mujaddid est évoquée dans un hadith de l'imam Abou Dawoud.
Ainsi, Abu Hamid al-Ghazali a été désigné comme le mujaddid du cinquième siècle de l'Hégire.